# Шарл Н’Зогбија
Шарл Н’Зогбија (фр. Charles N'Zogbia; 28. мај 1986) бивши је француски фудбалер који је играо на позицији крила.
Након омладинске каријере у Француској, играо је за енглеске клубове и то Њукасл јунајтед, Виган атлетик и Астон Вилу.
За репрезентацију Француске одиграо је две пријатељске утакмице, против Норвешке и Пољске.